# Гай Порций Катон
Гай Порций Катон (на латински: Gaius Porcius Cato) e римски политик.

## Биография
Той е най-малкият син на юриста Марк Порций Катон Лициниан и Емилия Терция, дъщеря на Луций Емилий Павел Македоник (консул в 182 пр.н.е.) и Папирия Мазониз. По бащина линия той е внук на Катон Стари и Лициния. По-малък брат е на Марк Порций Катон (консул в 118 година пр.н.е.
През 114 година пр.н.е. Гай Порций Катон става консул заедно с Маний Ацилий Балб. Следващата година е проконсул на Македония и губи в битките със скордиските в Тракия.
Гай Порций Катон става легат в Нумидия във Югуртинската война през 110 година пр.н.е. След това отива в Тарако в Испания.